# (248370) 2005 QN173
(248370) 2005 QN173 — астероїд головного поясу, який періодично зазнає кометної активності поблизу перигелію і тому також позначається як комета 433P/(248370) 2005 QN173. Цей об'єкт був виявлений 29 серпня 2005 року спостережною програмою NEAT в Паломарській обсерваторії. Він обертається в зовнішньому головному поясі астероїдів з орбітальним періодом 5,36 років, великою піввіссю 3.06 та орбітальним ексцентриситетом 0,225, що наближає його на 2.37 а.о. від Сонця в перигелії. Площина орбіти нахилена до екліптики під кутом 0,068°. 
7 липня 2021 року спостережна програма ATLAS виявила активність 2005 QN173. Архівні зображення показали, що астероїд був активним і під час попереднього проходження перигелію 22 липня 2016 року. Це вказує на те, що активність зумовлена сублімацією крижаних летючих речовин, як це зазвичай буває з кометами. У той час, коли була виявлена ця активність, об’єкт мав довгий пиловий хвіст, дуже схожий на кометний. Подальші спостереження показали, що цей хвіст простягається більш ніж на 9ʼ вздовж його орбітальної площини. До 14 серпня 2021 року кома навколо ядра згасала, а яскравість хвоста залишалася приблизно постійною. 
Цей астероїд має діаметр 3.6±0.2 з низьким альбедо 0.054±0.012. Його кольори відповідають таксономічній класифікації темних вуглецевих астероїдів типу С, які частіше зустрічаються у зовнішньому головному поясі. Частинки пилу, викинуті з об’єкта, мають дуже низькі швидкості близько 1 м/с. Це свідчить про те, що викиду пилу могло сприяти швидке обертання астероїда, знижуючи швидкість вильоту. 
Астероїд здійснить своє наступне проходження перигелію 3 вересня 2026 року, і він може стати активним до лютого 2026 року.